# Grasmaniano
En matemáticas, un grasmaniano es un espacio que parametriza todos los subespacios lineales de un espacio vectorial V de una determinada dimensión. Por ejemplo, el grasmaniano Gr(1, V) es el espacio de líneas a través del origen en V, así que es el mismo que el espacio proyectivo P(V). Los grasmanianos son variedades compactas. Reciben este nombre en honor de Hermann Grassmann.